# Schijnwerper

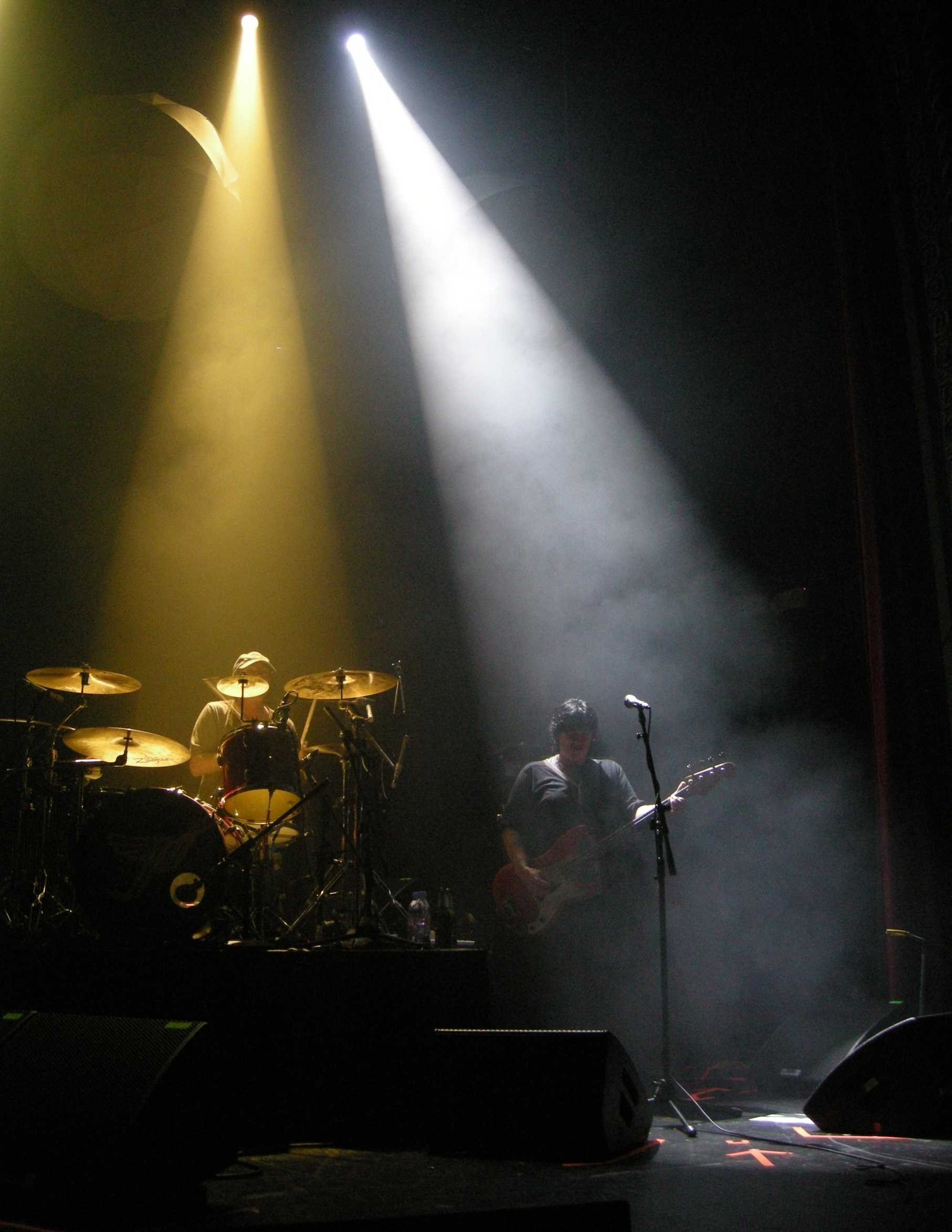
Schijnwerpers (spotlights) op het toneel

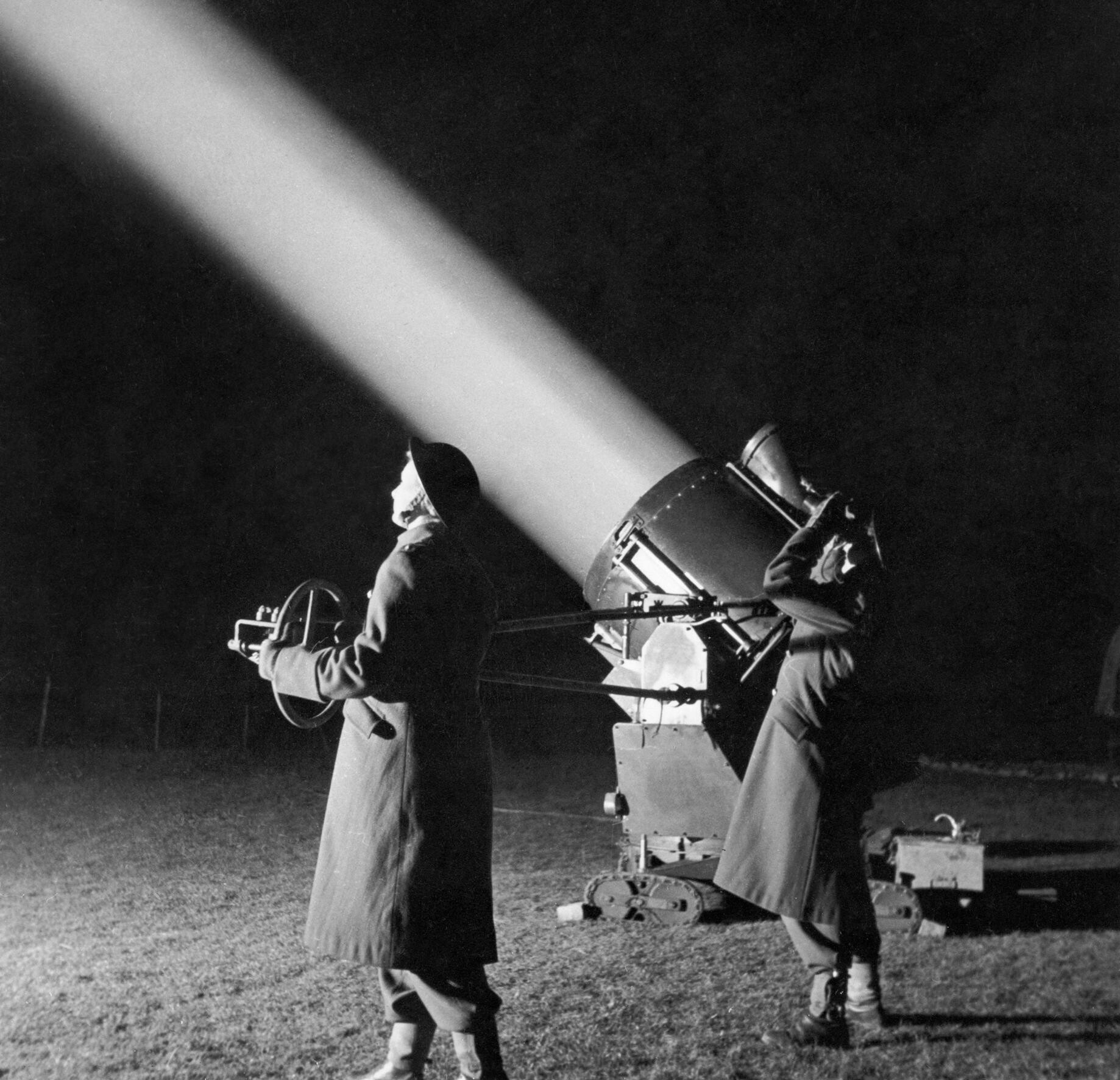
Een zoeklicht tijdens de Tweede Wereldoorlog

Een schijnwerper is een armatuur, waarin een lichtbron (bijvoorbeeld gloeilamp, gasontladingslamp, booglamp, lichtdiode) het uitgezonden licht in één richting wordt gericht door scherpe bundeling van lichtstralen door reflectie of refractie.
Een object wordt hierdoor uitgelicht. Dit wordt meestal verwacht (bijvoorbeeld bij het ontwerpen van toneel).
De grote warmteontwikkeling van de lichtbron moet door de constructie meestal worden opgevangen.

## Gebruik
Schijnwerpers kunnen worden gebruikt als inbraakbeveiliging, anti-inbraakalarm (vaak verbonden met een bewegingsdetector, bij activiteiten, soms op moeilijk bereikbare plaatsen, in de bouw en de installatietechniek, voor inspectiedoeleinden en dergelijke. Ook worden schijnwerpers gebruikt voor terreinverlichting en als zoeklicht. Daarnaast wordt een schijnwerper ingezet bij toneelverlichting.
Het gezegde: in de schijnwerpers staan betekent dan ook: in de belangstelling staan.